# MUCL1
MUCL1 (англ. Mucin like 1) – білок, який кодується однойменним геном, розташованим у людей на короткому плечі 12-ї хромосоми. Довжина поліпептидного ланцюга білка становить 90 амінокислот, а молекулярна маса — 9 039.
| 10         |  | 20         |  | 30         |  | 40         |  | 50         |
| ---------- |  | ---------- |  | ---------- |  | ---------- |  | ---------- |
| MKFLAVLVLL |  | GVSIFLVSAQ |  | NPTTAAPADT |  | YPATGPADDE |  | APDAETTAAA |
| TTATTAAPTT |  | ATTAASTTAR |  | KDIPVLPKWV |  | GDLPNGRVCP |  |            |

A: Аланін

C: Цистеїн

D: Аспарагінова кислота

E: Глутамінова кислота

F: Фенілаланін

G: Гліцин

I: Ізолейцин

K: Лізин

L: Лейцин

M: Метіонін

N: Аспарагін

P: Пролін

Q: Глутамін

R: Аргінін

S: Серин

T: Треонін

V: Валін

W: Триптофан

Локалізований у мембрані.
Також секретований назовні.